# نخ‌بازی

نخ بازی

نخ بازی (به انگلیسی: String figure) نوعی بازی مهارتی است که بازیکنان با استفاده از یک نخ شکل‌هایی را می‌سازند.
در گونهٔ دو نفرهٔ این بازی که به Cat's cradle معروف است، از نخی که دو سرش گره خورده و یک منحنی بسته تشکیل داده است استفاده می‌شود. دو بازیکن باید به نوبت نخ را از دست یکدیگر بگیرند بدون اینکه در هم گره بخورد و در همان حال شکل جدیدی با آن بسازند.